# Cratere Ehden
Ehden  è un cratere sulla superficie di Marte.